# Сола, Алекс
Алеха́ндро Со́ла Ло́пес-Оканья (исп. Alejandro Sola López-Ocaña; род. 9 июня 1999, Сан-Себастьян, Страна Басков) — испанский футболист, защитник клуба «Хетафе».

## Клубная карьера
Сола — воспитанник клуба «Реал Сосьедад». 9 апреля 2017 года в матче Сегунды B против «Сестао Ривер» Алекс дебютировал в составе дублёров клуба.
В сезоне 2017/2018 годов был переведён в дубль и часто появлялся на поле. 16 февраля 2019 года в матче против «Леганеса» Сола дебютировал в испанской Ла Лиге.
В августе 2019 года Алекс подписал новый четырехлетний контракт и на правах аренды перешёл в клуб «Нумансия». 18 августа в матче против «Алькоркона» он дебютировал за новый клуб. 22 февраля 2020 года в поединке против «Альбасете» Сола забил дебютный гол за «красных».
В августе 2022 года Сола стал часть первой команды «Реал Сосьедад». Но после прихода в клуб Альваро Одриосола, на правах аренды стал игроком «Алавеса». 2 сентября в матче против «Валенсии» он дебютировал в составе клуба.

## Международная карьера
В 2016 года в составе юношеской сборной Испании Сола завоевал серебряные медали юношеского чемпионата Европы в Азербайджане. На турнире он сыграл в матче против Англии.

## Достижения
Сборная Испании (до 17)
- Финалист Юношеского чемпионата Европы: 2018[12]